# Wolfgang Gaede
Wolfgang Gaede (Lehe kraj Bremerhavena, 25. svibnja 1878. – München, 24. lipnja 1945.), njemački fizičar. Od 1919. do 1934. profesor u Karlsruheu. Postavio temelje modernoj tehnici visokog vakuuma. Konstruirao više tipova vakuumskih sisaljki, među kojima je najpoznatija rotirajuća sisaljka s dvama ekscentrično položenim metalnim valjcima ili Gaedeova sisaljka.

## Vakuumska sisaljka
Vakuumska sisaljka je sisaljka (crpka, pumpa) za postizanje i održavanje iznimno niskoga tlaka u vakuumskoj komori. Ove sisaljke služe za razrjeđivanje plinova, u prvom redu zraka da bi u nekom cilindru ili posudi postigao izvjestan podtlak ili vakuum (tlak manji od atmosferskog tlaka). Takve se sisaljke upotrebljavaju kod parnih strojeva i turbina, zatim u uređajima za kočenje (kod automobila, u industriji i za laboratorijske radove). Najčešće korištena vakuumska sisaljka je lamelna sisaljka (ponekad se naziva i Gaedova sisaljka). U šupljini željeznog valjka okreće se pomoću motora masivan manji valjak, smješten ekscentrično. Kroz njegov dijametralni prorez prolaze dvije lamele ili pomicaljke, rastavljene čeličnim perom, koje šupljinu rastavljaju u dva dijela. Jedan je dio u vezi s posudom iz koje se siše zrak, a drugi s vanjskom atmosferom. Kako se rotor (valjak) okreće, povećava se ulazni prostor, i kroz usisnu cijev struji zrak iz evakuiranog prostora. Kod toga se prostor na izlazu smanjuje, a zrak koji se u njemu nalazi tjera kroz ventil u vanjsku atmosferu. Da bi se povećalo brtvljenje ventila i ležaja osovine, cijela sisaljka smješta se u posudu s uljem. S ovakvom sisaljkom može se postići vakuum od 0,01 Pa. Da bi se postigao još veći vakuum, spajaju se dvije ovakve sisaljke u seriju, tako da druga sisaljka isisava prvu. To je onda dupleks sisaljka. 
Primjena visokih vakuuma je vrlo važna u industriji elektronskih cijevi kod kojih vakuum mora biti što veći. U optičkoj industriji vrši se prevlačenje zrcala za teleskope i reflektore isparavanjem aluminija u vakuuma.

## Difuzijska pumpa
Difuzijska pumpa (sisaljka, crpka) je uređaj za postizanje visokog vakuuma (oko 10–4 Pa). Grijanjem žive ili ulja (već prema tipu pumpe) u posudi kojoj se stijenke hlade tekućim dušikom, i u kojoj je rotacijskom vakuum sisaljkom postignut tlak od najviše 10–1 Pa, dolazi do isparavanja (žive ili ulja), otapanja molekula zraka difuzijskim procesima (otuda ime) te kondenzacije na hlađenim stijenkama. Unutar difuzijske pumpe, rotacijskom se pumpom na dnu održava tlak oko 10–1 Pa, dok u gornjem dijelu odvođenjem molekula plina tlak opada do ravnotežnog od oko10–4 Pa. Difuzijska pumpa služi u laboratorijskim istraživanjima, kod proizvodnje poluvodiča, elektroničkih dijelova i slično.
Difuzijske pumpe koriste parne mlaznice velike brzine za plinske molekule, neposredno kroz mlaznice pare koje prolaze dalje kroz kućište na stražnji dio pumpe i kroz ispuh u okoliš. Wolfgang Gaede ih je prikazao 1915. pomoću živine pare. One su bile prvi tipovi visoko vakumskih pumpi koje su funkcionirale u režimu slobodnog molekularnog protoka, gdje kretanje plinskih molekula može biti razumljivije kod raspršivanja, nego kod konvencionalne dinamike tekućine. Gaede je koristio ime difuzijska pumpa prije njene konstrukcije, na osnovu pronalaska da se plin ne može raspršivati, nasuprot pare koja struji. Međutim, način rada može biti točnije opisan kao plinsko-mlazna pumpa. Raspršivanje također ima ulogu u drugim velikim vakuumskim pumpama. U modernim udžbenicima, difuzijska pumpa je kategorizirana kao trenutno prijenosna pumpa. Difuzijska pumpa je široko primijenjena, u oba sektora: industriji i istraživanju.  Najsuvremenije difuzijske pumpe koriste silikonsko ulje kao radni medij. Cecil Reginald Burch je otkrio 1928. mogućnost korištenja silikonskog ulja. 